# سارية علم الاستقلال
سارية علم الاستقلال أو سارية علم الفلبين الوطنية  (بالإنجليزية: Independence Flagpole ؛ بالفلبينية: tagdan ng kalayaan) هي سارية علم تقع وسط ريزال بارك في مانيلا، الفلبين. تحمل السارية علم الفلبين، ويبلغ ارتفاعها 45.72 مترًا، حيث تُعتبر الأعلى في البلاد منذ إنشائها عام 1946.

## تاريخ
تم بناء سارية العلم وسط ريزال بارك في 4 تموز/ يوليو 1946، وهو نفس المكان الذي تم إنزال علم الولايات المتحدة الأمريكية منه ورفع العلم الفلبيني مكانه بمناسبة استقلال الفلبين عن الولايات المتحدة بعد معاهدة مانيلا بين الطرفين. تم تصميم سارية العلم ليكون ارتفاعها 45.72 مترًا، إلا أنها تضررت بفعل تيفون حدث في المنطقة عام 1995، أدى إلى تقليص الارتفاع إلى 32 متر فقط.
لقد تم ترميم السارية وإعادتها إلى ذات الارتفاع السابق في عام 2013، كما تمت بعض إجراءات الترميم الإضافية في عام 2016.

## وصلات خارجية
- فيديو عن استقلال الفلبين ورفع العلم عام 1946